# Сантаолалья, Густаво
Густа́во Альфре́до Сантаола́лья (исп. Gustavo Alfredo Santaolalla; род. 19 августа 1951 года в Эль-Паломаре, Аргентина) — аргентинский музыкант, композитор и продюсер, двукратный лауреат премии «Оскар» за лучшую музыку (один из восьми композиторов в истории мирового кинематографа, получивших эту награду два года подряд) и BAFTA.

## Биография
Родился в Паломаре, Буэнос-Айрес, Аргентина.
Начал музыкальную карьеру в 1967 году, когда стал одним из создателей аргентинской группы «Acro Iris», которую покинул в 1975 году. В 1981 году выпустил свой первый сольный альбом «Santaolalla».
В кино дебютировал в качестве композитора картины «She Dances Alone» (1981).
Среди других работ композитора музыка к таким фильмам как «Сука-любовь» (2001), «21 грамм» (2003), «Северная страна» (2005), «Я прихожу с дождем» (2009), «Бьютифул» (2010) и другие.
В 2006 году Густаво Сантаолалья получил премию «Оскар» за музыку к фильму «Горбатая гора» (2005), а в 2007 году картина «Вавилон» (2006) принесла ему второй «Оскар».
Профессиональная музыкальная карьера Густаво Сантаолальи началась ещё в подростковом возрасте. В 16 он основал свою первую группу «Arco Iris», стоявшую у истоков аргентинского рок-движения. Научившись играть на гитаре в 5 лет, Густаво исполнял в основном аргентинский фольклор. Когда ему было 15, он сочинил свою первую чакареру (аргентинский народный танец). Однако в 1960-е американские континенты, как девятым валом, накрыло Британское вторжение, целиком захватившее воображение юного музыканта. Просто играть народную музыку уже казалось скучным. Черпая вдохновение в творчестве «The Beatles», «The Rolling Stones», «The Kinks» и «The Zombies», Сантаолалья и его команда стали пионерами аргентинского рока. Густаво был главным автором песен, вокалистом и гитаристом «Arco Iris». Их стиль представлял собой слияние латиноамериканского фольклора с роком. До того, как он покинул группу, команда успела выпустить несколько альбомов: одноимённый «Arco Iris» в 1969-м, «Tiempo de Resurrección» и «Sudamérica o el Regreso a la Aurora» в 1972-м, «Inti Raymi» в 1973-м и «Agitor Lucens» V в 1975-м. Композиция «Mañana Campestre» была самым популярным хитом группы. «Arco Iris» также были известны своим сотрудничеством с духовным гуру Даной, возглавлявшей йогическую коммуну, к которой на какое-то время примкнули музыканты группы. Кроме этого, команда попробовала свои силы и в области прогрессив-рока. Результатом этих экспериментов была двухдисковая рок-опера «Sudamérica o el Regreso a la Aurora». А представляя аудитории свой альбом «Agitor Lucens» V, музыканты выступали на сцене в сопровождении балета, хореографом которого был легендарный аргентинский балетмейстер и театральный режиссёр Оскар Араис.
Покинув «Arco Iris», в 1975-м Сантаолалья основал новую группу «Soluna», в которой играл вместе с пианистом и певцом Алехандро Лернером и Моникой Кампинс. До того, как Густаво распрощался и с этим коллективом, команда записала один альбом под названием «Energia Natural» и время от времени выступала с концертами в Аргентине и Уругвае.
В конце 1970-х, в период правления военной хунты в Аргентине, сотни граждан становились жертвами царящего в стране беспредела, без видимых причин попадая за решетку и подвергаясь жестоким пыткам. Тогда для Сантаолальи лучшим решением было уехать из страны, в которой стало трудно дышать. Опасность в то время грозила буквально всем, но он был длинноволосым свободолюбивым музыкантом, что во много раз увеличивало его шансы оказаться в тюрьме. И в 1978-м Сантаолалья перебрался в Лос-Анджелес. Хотя музыкант все-таки рискнул повременить с отъездом из-за Чемпионата мира по футболу, проходившего в том году в стране. Аргентинская команда блестяще выступала на этом турнире, и Густаво очень хотелось дождаться финального матча. Тогда сборная Аргентины впервые завоевала чемпионский титул.
Никого не зная в Лос-Анджелесе, Сантаолалье пришлось строить карьеру с нуля. В то время на музыкальной сцене царил панк-рок, и вдохновленный новым движением, он создал группу Wet Picnic. Команда много гастролировала и в 1982-м на лейбле «Unicorn Records» выпустила мини-диск «Balls Up». Кроме того, музыкант активно занялся продюсерской деятельностью.
Портрет Густаво Сантаолальи из серии работ Пабло Лобато «Легенды аргентинского рока» © Pablo Lobato ‘Leyendas del Rock Argentino’
В октябре 1980-го аргентинская легенда Леон Хиеко ненадолго прилетел в Лос-Анджелес, чтобы присоединиться в студии к Сантаолалье, который спродюсировал его альбом «Pensar en Nada», вышедший в 1981-м, и имевший большой успех в Аргентине. Чуть позже Густаво записал свой первый полновесный сольный диск «Santaolalla». Его визит на родину состоялся в 1983-м, после того как в стране прошли президентские выборы. С приходом к власти Рауля Альфонсина, в Аргентине подул ветер свободы и справедливости. Вместе с Леоном Хиеко Сантаолалья потратил около двух лет, путешествуя по аргентинской глубинке от южного региона державы к северному. В процессе этих странствий они записывали народных музыкантов в среде их проживания. Их усилия были задокументированы на четырёх альбомах Леона Хиеко под названием «De Ushuahia La Quiaca». Этот проект оказался успешным не только в плане популяризации народной музыки, но и по личным мотивам. Сантаолалья познакомился с фотографом Алехандрой Паласиос, которая стала его женой. «Когда мы путешествовали из Ушуая на Огненной Земле до боливийской границы, записывая деревенских музыкантов, это вдохновило меня принимать больше участия в раскрутке и продюсировании талантливых исполнителей и побудило к выпуску сольных альбомов, — рассказывает Сантаолалья. — Поэтому, вернувшись в Лос-Анджелес, я с головой нырнул в мир продюсерской деятельности. Вот так я и почуял ветерок нового движения в Мексике в средине 1980-х». Именно тогда начал расцветать испаноязычный рок, росту международной популярности которого весьма поспособствовал Густаво. В числе многих других он продюсировал мексиканских исполнителей Neón, Maldita Vecindad, Fobia, Molotov, Café Tacuba и Хульету Венегас, колумбийского певца Хуанеса, чилийское трио Los Prisioneros, аргентинские рок-группы Divididos и Bersuit Vergarabat.

Первым саундтреком Сантаолальи, который он написал в 1981 году, стала музыка к документальному фильму режиссёра Роберта Дорнхельма «She Dances Alone» о балерине Кире Нижинской. Однако продюсер фильма тогда скоропостижно скончался, и картина оказалась похороненной на полке, не получив должной дистрибуции. Это был первый и очень важный опыт, но после него Сантаолалью никто не звал работать в кино, поэтому он продолжил работу, как продюсер и музыкант. В перерывах между продюсированием альбомов других исполнителей, Сантаолалья успел записать ещё пару сольников. В 1995-м вышел рок-альбом «Gas», а в 1998-м инструментальный диск «Ronroco», в котором Густаво использовал ронроко и чаранго, — традиционные для Андского региона струнные инструменты из семейства лютневых, задняя дека которых обычно изготавливается из панциря броненосца. Именно они впоследствии стали главной изюминкой его музыки. Альбом «Ronroco» очень впечатлил режиссёра Майкла Манна, который попросил у Сантаолальи разрешения использовать композицию «Iguazu» в его фильме «Свой человек» с участием Рассела Кроу и Аль Пачино. Трек звучит в поворотном моменте картины, где нет никакого диалога, поэтому производит очень сильное впечатление во время просмотра. Благодаря этой яркой музыкальной теме, двери в Голливуд для Сантаолальи внезапно широко распахнулись, и он не упустил свой шанс переступить порог.
Я с детства обожал кино. В юности даже мечтал стать кинорежиссером. В 16 у меня уже была своя группа, и я выпускал альбомы. Поэтому окончив школу, я решил учиться, как снимать фильмы. Но как раз тогда правительство закрыло институт кинематографии, полагая, что это источник подрывной деятельности. И хоть обучаться режиссуре я не мог, любовь к кинематографу никуда не делась. И сейчас я безумно счастлив принимать участие в захватывающем процессе создания фильмов.
Мексиканского режиссёра Алехандро Гонсалеса Иньярриту, который попросил композитора написать музыку к его картине «Сука-любовь», Густаво считает своим духовным наставником в области работы в кинематографе. В саундтрек к этому фильму вошли оригинальные композиции Сантаолальи, а также заново записанные песни таких известных латиноамериканских исполнителей, как Хульета Венегас, Café Tacuba, Control Machete, Illya Kuryaki and the Valderramas, и Эли Герра. Кинокартина и звуковая дорожка к ней получили множество хвалебных отзывов и несколько лет спустя Сантаолалья написал саундтрек для нового фильма Иньярриту «21 грамм». Алехандро Гонсалес познакомил Густаво с бразильским режиссёром Вальтером Салесом, и тот предложил Сантаолалье сочинить музыку к его картине «Дневники мотоциклиста». В феврале 2005 года эта звуковая дорожка принесла композитору приз Британской академии BAFTA.
Следующее предложение Сантаолалья получил благодаря ещё одному случайному знакомству, на этот раз с тайвано-американским режиссёром Энгом Ли. Прочитав сценарий к будущему фильму «Горбатая гора», а также короткий рассказ американской писательницы Энни Пру, на основе которого создавалась картина, Густаво написал саундтрек ещё до того, как фильм был снят, — редкий случай в Голливуде. Ли, в свою очередь, прослушав композиции заранее, подбирал места для съемок картины, руководствуясь впечатлениями о музыке. Тематика фильма была весьма противоречивой, и когда в конце 2005-го он вышел в прокат, шумиха вокруг картины об однополой любви привлекла много внимания масс-медиа и к Сантаолалье. Особенно после того, как композитор выиграл кинопремию «Золотой Глобус» за песню «A Love That Will Never Grow Old», исполненную Эммилу Харрис. Эту композицию Густаво написал в соавторстве с Берни Топиным, давнишним автором текстов Элтона Джона. Далее последовал «Оскар» за лучший саундтрек, дополнивший полученную чуть ранее премию Latin Grammy Award в категории Лучший продюсер года. Кроме того, в 2005-м вышел фильм новозеландского кинорежиссёра Ники Каро «Северная страна», музыку к которому тоже сочинил Сантаолалья.
Работая над саундтреком к третьему подряд фильму Иньярриту «Вавилон», Густаво научился играть на уде, арабской лютне, чтобы придать музыке особую ближневосточную атмосферу. Эта звуковая дорожка принесла талантливому композитору ещё одну премию «Оскар».
Воспользовавшись своим растущим авторитетом, Сантаолалья сумел организовать своего рода танго-версию Buena Vista Social Club под названием Café de los Maestros. В рамках этого документального проекта музыкант хотел поближе познакомить мир с настоящими легендами аргентинского танго. В работе приняли участие такие музыканты и певцы, как Эмилио Балькарсе, Карлос Гарсия, Атилио Стампоне, Хосе Либертелья, Освальдо Берлингьери, Орасио Сальган, Леопольдо Федерико, Вирджиния Луке, Лагрима Риос, Альберто Подеста, Хуан Карлос Годой, Освальдо Рекена, Фернандо Суарес Пас, Эмилио де ла Пенья, Оскар Феррари, Нелли Омар, Убальдо де Лио и Мариано Морес. Каждому из этих исполнителей было уже за 70. В августе 2006-го участники проекта выступили с концертом в театре Колон в Буэнос-Айресе. Однако, уже без Либертельи и Гарсии, которые к тому времени скончались. Документальный фильм о легендах аргентинского народного танца режиссировал Вальтер Салес, а Сантаолалья выпустил двухдисковую аудиоверсию Café de los Maestros, получившую в 2006-м премию Latin Grammy, как Лучший танго-альбом.
После двух «Оскаров» подряд и вороха других наград предложения написать саундтрек посыпались на Сантаолалью, как из рога изобилия. В течение следующих шести лет он сочинил песни и звуковые дорожки к восьми новым фильмам. В частности композитор снова сотрудничал с Иньярриту над его очередной картиной «Бьютифул», и с Саллесом, который снял давно вынашиваемый проект, — одноимённую экранизацию книги американского писателя Джека Керуака «На дороге».
В 2013-м Сантаолалья заглянул на неизведанную территорию индустрии видеоигр, написав звуковую дорожку к компьютерной игре Last of Us. В том же году вышел его саундтрек к картине Джона Уэллса «Август: Графство Осейдж». Не оставлял Густаво без внимания и свой проект Bajofondo, в состав которого входят восемь музыкантов из Аргентины и Уругвая. Они играют в стиле электро-танго и время от времени урывают время на гастроли и запись дисков. Их последние два альбома «Presente» 2013-го и «Aura» 2019-го имели оглушительный успех.
Насыщенным выдался для Сантаолальи год 2014-й. Он сотрудничал с композитором Полом Уильямсом над театральным мюзиклом, сделанным по фильму Гильермо Дель Торо «Лабиринт Фавна». Работал над музыкой для Arrabal, — театрализованного представления о молодой девушке из Буэнос-Айреса, история которой разворачивается в 1990-е, на фоне событий по ликвидации последствий военного режима, закончившегося обнародованием печальных итогов о 30 тысячах человек, «исчезнувших» в 1970-х. В июле 2014-го Густаво выпустил свой новый сольный альбом «Camino». А кроме этого, вышло ещё два саундтрека композитора, — к чёрной комедии аргентинского режиссёра Дамиана Сифрона «Дикие истории» и к компьютерному мультфильму «Книга жизни» мексиканского художника-аниматора Хорхе Гутьерреса. Последний стал новым, волнующим опытом для музыканта. «Меня очень привлекают вещи, выталкивающие из зоны комфорта, — говорит Сантаолалья, который записывал композиции к этому мультфильму на Air Studios в Лондоне. — В предыдущих кинокартинах моя музыка была более отвлеченной, менее уловимой и не такой манипулятивной. А в этом жанре совсем другая эстетика. Она требует большей искренности и открытости, поскольку музыка здесь часто выходит на первый план».
В последние годы Густаво Сантаолалья задействован в таком количестве проектов, что иногда сам не понимает, как у него на все хватает времени и сил. Запуск звукозаписывающего лейбла и издательства, музыкальные и литературные труды, продюсирование артистов и работа с собственной группой, театральные проекты. А кроме этого у него есть виноградник, он продюсирует фильмы и сочиняет к ним музыку. «Реальность такова, что я понятия не имею, как мне это удается, — с улыбкой признается Сантаолалья. — Но в результате вот они альбомы, книги, фильмы, шоу и вино. Всё есть. Да, я много работаю, вот и всё, что я могу сказать об этом».

## Фильмография
- 1981 — She Dances Alone
- 1999 — Свой человек — включает его песню, «Iguazu».
- 2000 — Сука любовь
- 2003 — 21 грамм
- 2004 — Salinas grandes (TV)
- 2004 — Че Гевара: Дневники мотоциклиста
- 2005 — Северная страна
- 2005 — Yes
- 2005 — Горбатая гора (Оскар за лучшую музыку)
- 2006 — Нация фастфуда — включает его песню, «Iguazu».
- 2006 — Вавилон (Оскар за лучшую музыку)
- 2007 — В глушь — включает его песню «Picking Berries».
- 2009 — Я прихожу с дождём
- 2009 — The Sun Behind the Clouds: Tibet’s Struggle for Freedom
- 2010 — Nanga Parbat
- 2010 — Бьютифул
- 2011 — Дневники Мумбая
- 2011 — He was alone in his album
- 2012 — На дороге
- 2013 — Август: Графство Осейдж
- 2014 — Книга жизни
- 2014 — Дикие истории
- 2015 — Создавая убийцу (док. сериал, с Кевином Кайнером)
- 2016 — До потопа
- 2018 — Нарко: Мексика (сериал) (с Кевином Кайнером)
- 2023 — Одни из Нас (сериал) (с Дэвидом Флемингом)

## Музыка к компьютерным играм
- Одни из нас (The Last of Us) — компьютерная игра (2013)
- Одни из нас: Часть II (The Last of Us Part II) — компьютерная игра (2020)

## Награды и номинации

### Награды
- Оскар:
  - 2005: Премия «Оскар» за лучшую музыку к фильму — Горбатая гора
  - 2006: Премия «Оскар» за лучшую музыку к фильму — Вавилон
- BAFTA:
  - 2004: Премия имени Энтони Асквита за достижения в создании музыки к фильму — Че Гевара: Дневники мотоциклиста
  - 2006: Премия имени Энтони Асквита за достижения в создании музыки к фильму — Вавилон
- Золотой глобус:
  - 2005: Лучшая песня — «A Love That Will Never Grow Old» из фильма Горбатая гора
- Грэмми:
  - 2004: Лучший латинский рок/альтернативный альбом — Cuatro Caminos (продюсер)